# Testacella gestroi
Testacella gestroi Issel, 1873 è un mollusco gasteropode polmonato terrestre della famiglia Testacellidae, endemico di Sardegna e Corsica.

## Biologia
Questo mollusco ha abitudini sotterranee e vive in terreni ricchi di sostanza organica.
È un carnivoro predatore, che si nutre di altri molluschi terrestri e lombrichi, che caccia attivamente nel suolo.